# Cathleen Martini
Cathleen Martini (ur. 27 maja 1982 w Zwickau) – niemiecka bobsleistka (pilot boba), wielokrotna medalistka mistrzostw świata.

## Kariera
Pierwszy sukces w karierze Cathleen Martini osiągnęła w 2003 roku, kiedy wspólnie z Yvonne Cernotą wywalczyła brązowy medal w dwójkach podczas mistrzostw świata w Lake Placid. Następnie, w parze z Janine Tischer, zajęła drugie miejsce na mistrzostwach świata w Sankt Moritz w 2007 roku. W tym składzie Niemki wywalczyły także srebro na mistrzostwach świata w Altenbergu (2008) i brąz podczas mistrzostw świata w Lake Placid (2009). Największy sukces osiągnęła jednak na rozgrywanych w 2011 roku mistrzostwach świata w Königssee, gdzie razem z Romy Logsch zdobyła złoty medal w dwójkach, a w rywalizacji drużynowej zajęła drugie miejsce. Dwa medale zdobyła również na rozgrywanych cztery lata później mistrzostwach świata w Winterbergu, zajmując pierwsze miejsce w rywalizacji drużynowej oraz trzecie w dwójkach. W sezonie 2011/2012 Martini triumfowała w klasyfikacji generalnej Pucharu Świata dwójek kobiet. W 2010 roku wystartowała na igrzyskach olimpijskich w Vancouver, jednak nie ukończyła rywalizacji. Brała także udział w igrzyskach w Soczi w 2014 roku, gdzie w dwójkach zajęła siódmą pozycję.